# 이치 더 킬러
이치 더 킬러(일본어: 殺し屋１, Ichi The Killer)는 일본에서 제작된 미이케 다카시 감독의 2001년 액션, 코미디, 범죄, 드라마, 공포, 스릴러 영화이다. 아사노 타다노부 등이 주연으로 출연하였고 후나츠 아키코 등이 제작에 참여하였다.

## 출연

### 주연
- 아사노 타다노부
- 오모리 나오

### 조연
- 츠카모토 신야
- 손가군
- 테라지마 스스무
- 스가타 슌
- 테즈카 토루
- 아리조노 요시키
- 시부카와 키요히코
- 니이즈마 사토시
- 마츠오 스즈키
- 쿠니무라 준
- 사부

## 제작진
- 원작자: 야마모토 히데오
- 공동제작: 당명기
- 미술: 사사키 타카시
- 의상: 키타무라 미치코
- 배역: 이시가키 미츠요

## 같이 보기
- 일본의 성매매